# Sarcosperma kachinense
Sarcosperma kachinense là một loài thực vật có hoa trong họ Hồng xiêm. Loài này được (King & Pantl.) Exell miêu tả khoa học đầu tiên năm 1931.